# 周刊少女SNH48
周刊少女SNH48，是一檔由中國大型女子偶像團體SNH48為主要演出成員的綜藝節目，於2015年6月27日起在AcFun網站播放。

## 簡介
《周刊少女SNH48》是一檔由彈幕視頻網站AcFun與女子偶像團體SNH48聯合出品的趣味網絡綜藝節目。由SNH48核心成員馮薪朵（TEAM NII）擔任主持人，每期邀請三位人氣成員做嘉賓，每期圍繞一個主題進行各種有趣的研究活動。節目不定期於AcFun更新。是繼《SNHello星萌學院》後SNH48的第二檔冠名綜藝節目。

## 出演者
- 主持人：馮薪朵（SNH48）
- 固定出演者：SNH48成員

## 播出日期、企劃

### 第一季
| 1      | 6月27日  | 第一期                                            | 莫寒、李藝彤、楊惠婷                 |
| 2      | 7月11日  | 第27届豆汁兒總選舉開催！                          | 黃婷婷、李藝彤、易嘉愛               |
| 2.5    | 7月18日  | 北京巡演後台大揭秘！你们真的不是男團？！          | Team NII                             |
| 番外篇 | 7月24日  | niconiconi~ 尋找SNH48正確的打開方式！舞姬!!歌神?! | 徐子軒、趙曄、易嘉愛                 |
| 3      | 8月1日   | 作死的塞纳河配音社(｡・`ω´･)                       | 邱欣怡、陸婷、曾艷芬                 |
| 4      | 8月15日  | Project.盛夏好聲音嚎歌比賽                        | 孔肖吟、徐子軒、劉佩鑫               |
| 5      | 8月22日  | 萌萌的妹子教你做甜甜的蛋糕                        | 陳觀慧、董艷芸、曾艷芬               |
| 6      | 8月29日  | 挑戰特輯！虎視耽々のSNH48 宅舞組來襲！            | 劉佩鑫、徐唅、許楊玉琢、楊惠婷、張昕 |
| 7      | 9月12日  | 私人物品交換！少女们的智商攻防戰(｡◕ˇ∀ˇ◕）         | 黃婷婷、李豆豆、劉炅然               |
| -      | 9月19日  | 歐洲特輯-亂塗亂畫的野生藝術家                     | 李藝彤                               |
| 8      | 9月26日  | 男裝特輯（上）                                    | 陳怡馨、郝婉晴、徐唅                 |
| 9      | 10月3日  | 男裝特輯（下）                                    | 陳怡馨、郝婉晴、徐唅、趙粵           |
| SP     | 11月1日  | 偶像少女的日常                                    | 鞠婧禕、萬麗娜                       |
| 花絮   | 11月11日 | 馮薪朵的渣男養成計劃                              | -                                    |
| 花絮   | 12月21日 | 斗地主和KTV特輯                                   | -                                    |

### 第二季：Blossom Girls
| SP | 1月24日  | 生日整蠱：馮薪朵生日快樂                            | 戴萌、王璐、李晶、林思意                   |
| 1  | 4月9日   | 隊長們的榮譽爭奪戰！                                | 戴萌、王璐、李晶、林思意                   |
| 2  | 4月23日  | 偶像少女的「鎌倉之戀」                              | 陳思、孔肖吟、易嘉愛                       |
| 3  | 4月30日  | 女僕咖啡廳羞恥Play                                  | 陳思、孔肖吟、易嘉愛                       |
| 4  | 5月7日   | 京都行--友誼的小船說翻就翻？！                      | 陳思、孔肖吟、易嘉愛                       |
| 5  | 5月14日  | 和服美少女夜遊京都~                                 | 陳思、孔肖吟、易嘉愛                       |
| 6  | 5月28日  | 末日來臨，四位少女戰士勇闖惡魔島拯救世界ヽ(*´Д｀*)ﾉ | 何曉玉、陳怡馨、王璐                       |
| 7  | 6月11日  | 全員一致特輯！（就喜歡聽你們說相聲≖‿≖ )             | 羅蘭、陳佳瑩、龔詩淇                       |
| SP | 6月25日  | 助力總選，比翼齊飛ヽ･ω･｡ﾉ                           | Team SII、Team NII、Team HII               |
| -  | 7月9日   | 一周年快樂^^&體育課花絮                             | 吳哲晗、許佳琪、陳思、徐晗、孫珍妮、洪珮雲 |
| 8  | 7月17日  | 不平等競赛（上）                                    | 吳哲晗、許佳琪、陳思、徐晗、孫珍妮、洪珮雲 |
| 9  | 7月27日  | 不平等競赛（下）                                    | 吳哲晗、許佳琪、陳思、徐晗、孫珍妮、洪珮雲 |
| 10 | 10月30日 | 两个人独自生活                                      | 冯薪朵、万丽娜                             |